# Hidișelu de Sus
Hidișelu de Sus è un comune della Romania di 3 145 abitanti, ubicato nel distretto di Bihor, nella regione storica della Transilvania.
Il comune è formato dall'unione di 5 villaggi: Hidișelu de Jos, Hidișelu de Sus, Mierlău, Sîntelec, Sumugiu.
Di un certo interesse è la chiesa in legno dedicata ai SS. Arcangeli (Sf. Arhangheli) del XVII secolo, ubicata nel villaggio di Hidișelu de Jos.